# Tokushima
Tokushima (jap. 徳島市, -shi) ist eine Großstadt und Verwaltungssitz der gleichnamigen Präfektur Tokushima auf der Insel Shikoku von Japan.
Tokushima hatte im Jahre 2003 etwa 260.000 Einwohner, um 1903 waren es erst knapp 68.000 Einwohner gewesen.

## Geographie
Tokushima liegt südlich der Flussmündung des Yoshinogawa am Pazifischen Ozean. Südwestlich vom Zentrum liegt der Berg Bizan, dessen Ausblick als eine der „Hundert schönsten Aussichten Japans“ gilt. Aufgrund der Nähe zu Honshū, der japanischen Hauptinsel, gibt es neben einem Flughafen auch einen Fährhafen.

## Verkehr
- Zug:
  - JR Mugi-Linie
  - JR Kōtoku-Linie
  - JR Tokushima-Linie
- Straße:
  - Shikoku-ōdan-Autobahn
  - Nationalstraße 11
  - Nationalstraße 28
  - Nationalstraße 55

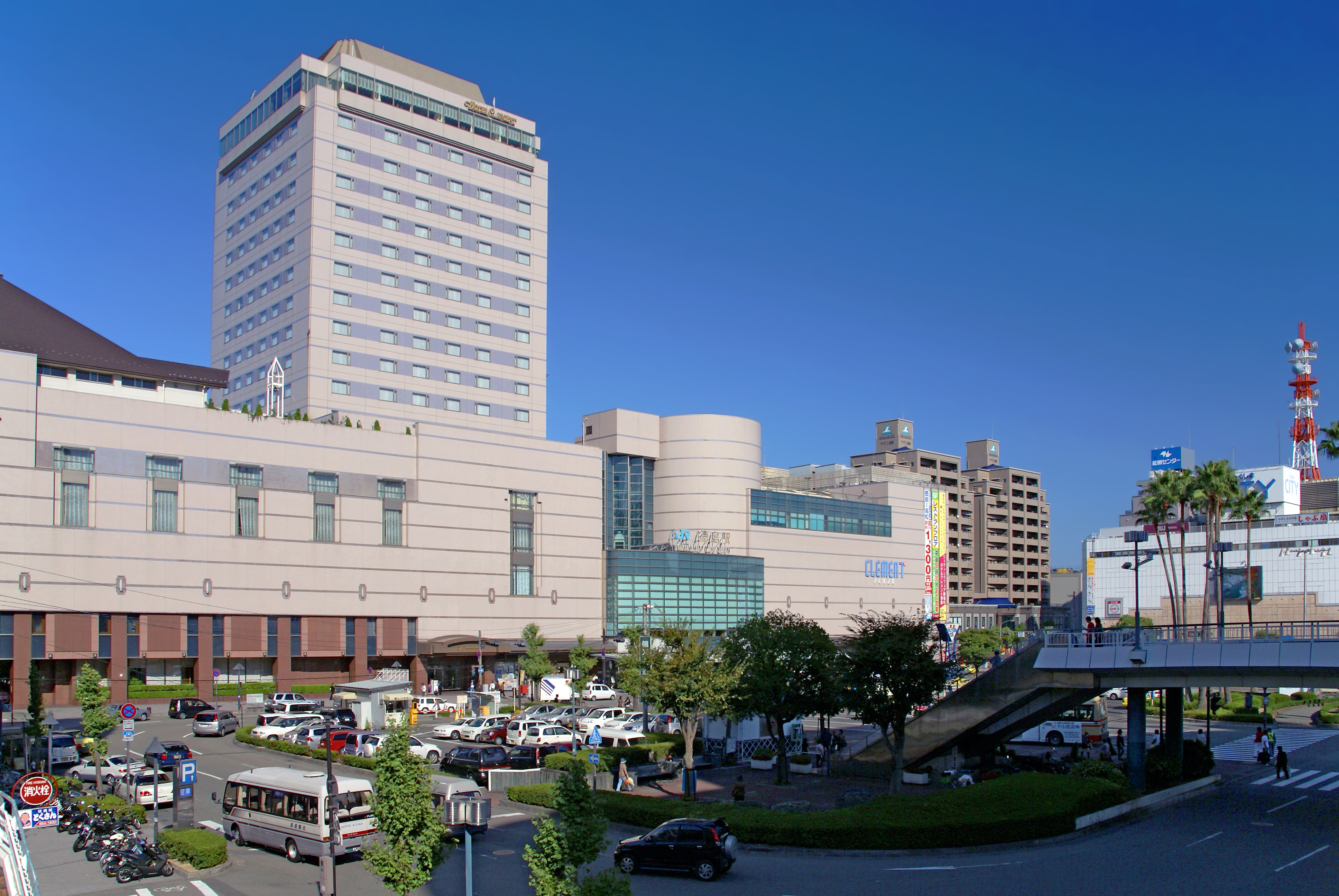
Bahnhof Tokushima

  - Nationalstraße 192, 195, 318, 438, 439

## Sehenswürdigkeiten
- Ruinen der Burg Tokushima

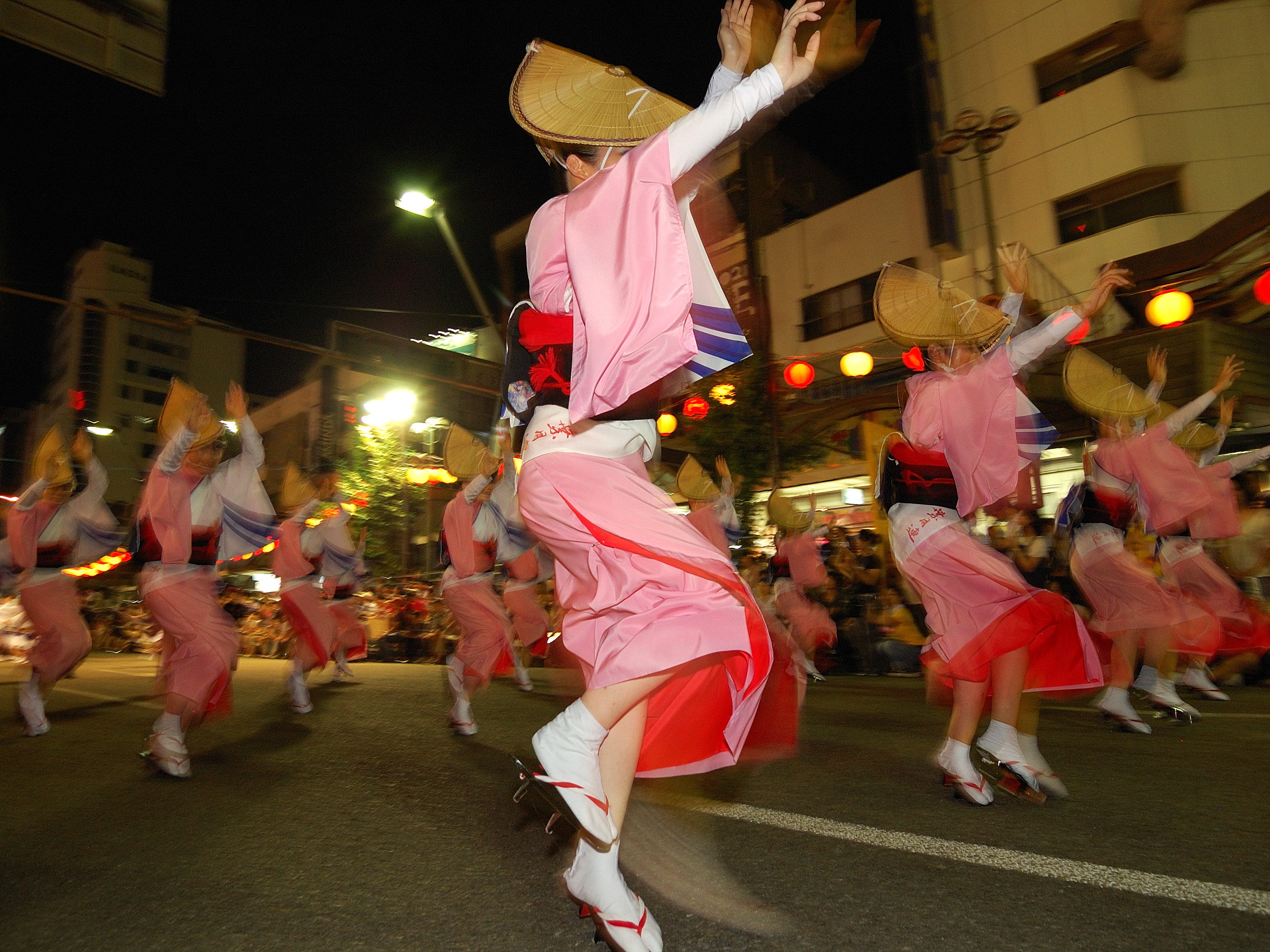
Awa-Odori

Landesweit bekannt ist der mit traditioneller Musik begleitete viertägige Tanzumzug Tokushima Awa Odori vom 12. bis 15. August.

## Wirtschaft
Tokushima ist hauptsächlich industriell geprägt, hier werden neben dem japanischen Reiswein (Sake) auch Textilien aus Baumwolle, Maschinen, sowie Bambus- und Holzprodukte hergestellt.
In der Vergangenheit hatte Indigo erhebliche wirtschaftliche Bedeutung, womit hier „Awa“-Indigo aus Persicaria tinctoria, einem Knöterichgewächs, gemeint ist.

## Bildung
In Tokushima befindet sich die 1949 gegründete staatliche Universität Tokushima und der Campus Tokushima der 1895 gegründeten privaten Bunri-Universität Tokushima.

## Sport
Tokushima ist die Heimat des Fußballvereins Tokushima Vortis.

## Städtepartnerschaften
- Saginaw, Michigan, USA
- Leiria, Portugal
- Dandong, Liaoning, China

## Söhne und Töchter der Stadt
- Kenshiro Abe (1916–1985), Jūdō-Lehrer
- Yoshikawa Akimasa (1842–1920), Regierungsbeamter und Politiker
- Haruna Fukuoka (* 1984), Tischtennisspielerin
- Shinji Himeno (* 1966), Maler
- Unno Jūza (1897–1949), Schriftsteller
- Kenshin Kawakami (* 1975), Baseballspieler
- Mitsuru Maruoka (* 1996), Fußballspieler
- Yutaka Matsuda (1942–1998), Künstler und Kunstpädagoge
- Hayari Miyake, Chirurg
- Rin Morita (* 2002), Fußballspieler
- Taiyō Nishino (* 2002), Fußballspieler
- Masato Sagawa (* 1943), Festkörperphysiker
- Fumi Saimon (* 1957), Mangaka
- Yoshito Sengoku (1946–2018), Politiker
- Jakuchō Setouchi (1922–2021), Schriftstellerin
- Keiko Takemiya (* 1950), Mangaka
- Hara Yasusaburō (1884–1982), Geschäftsmann
- Uke Yutaka, besser bekannt als Kai von the GazettE

## Weblinks

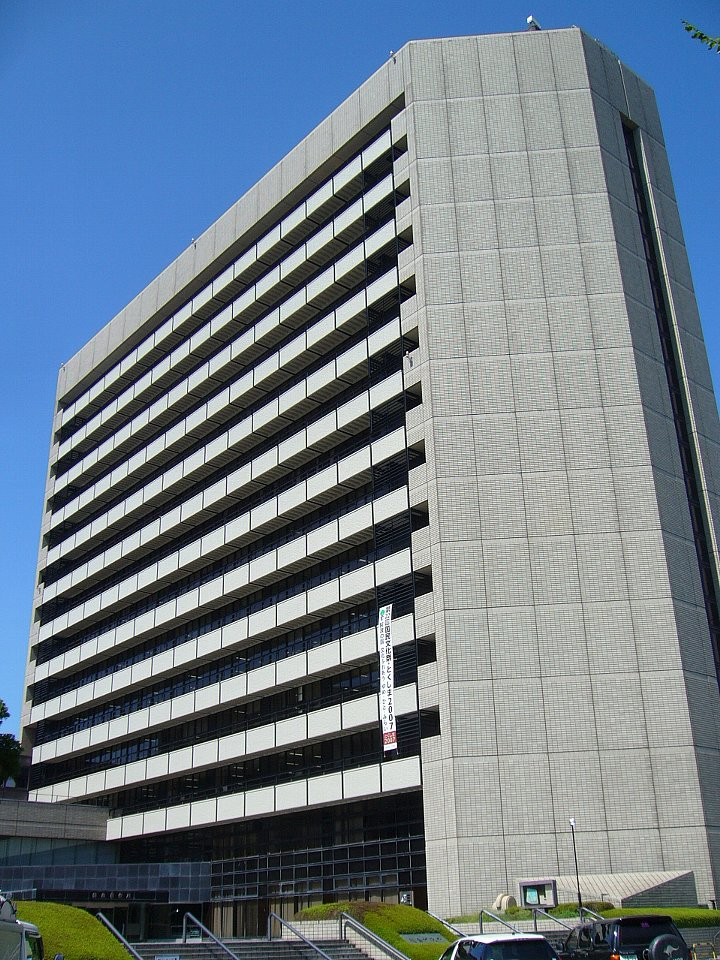
Rathaus von Tokushima

## Angrenzende Städte und Gemeinden
- Komatsushima